# Keng Kracsan Nemzeti Park
A Keng Kracsan Nemzeti Park Thaiföld legnagyobb természetvédelmi területe.

## Földrajzi helyzete
A parkot a Mekong-medencében, Mianmar határa mentén, Phetcsaburi (เพชรบุรี) és Pracsuapkhirikhan (ประจวบคีรีขันธ์) tartományokban alakították ki. Területe 2914 km². A határ túloldalán mint Tanintharyi természetvédelmi terület folytatódik.
Két fő folyója a Phetcsaburi és a Pran Buri; mindkettő a Tanaosri-hegységben ered és mindkettő völgyében nagy víztározót alakítottak ki. Legmagasabb pontja Mianmar határához közel emelkedik csaknem 1500 m magasra.

## Története
A terület 1981. június 12. óta nemzeti park.

## Természeti értékei
A park északi és déli peremvidékén esőerdő nő. Ez a két erdőfolt a Mianmarban mintegy 30 000 km²-t borító összefüggő esőerdő keleti pereme. Főleg a téli monszun idején látványos, amikor decembertől márciusig reggelente a völgyekben köd hömpölyög, a hegycsúcsok pedig az alacsony rétegfelhőzetbe burkolóznak.
A parkban 57 emlősfaj él, egyebek közt:
- leopárd (Panthera pardus),
- ködfoltos párduc (Neofelis nebulosa),
- többféle medve,
- medvemakákó (Macaca arctoides),
- indiai elefánt (Elephas maximus),
- több szarvasfaj,
- burmai banteng (Bos javanicus birmanicus),
- burmai vadkutya (Cuon alpinus adjustus),
- aranysakál (Canis aureus),
- gaur (Bos gaurus),
- rákevő mongúz (Herpestes urva).

Gyakori, ismert fajok:
- langurok (Presbytis spp., Trachypithecus spp.),
- gyalogsülfélék,
- cibetmacskafélék,
- kétszínű királymókus (Ratufa bicolor),
- nyestek,
- gibbonok,

Úgy tartják, ez Thaiföld legjobb lepke- és madármegfigyelő helye; a parkból mintegy 300 lepkefajt írtak le.
Ismertebb madárfajok:
- létrafarkú szarka (Temnurus temnurus),
- fehérképű füleskuvik (Otus sagittatus),
- óriáspitta (Pitta caerulea),
- gyapjasnyakú gólya (Ciconia episcopus),
- Argus-páva (Argusianus argus),
- szalagos vízisas (Ichthyophaga ichthyaetus),
- hét ricsókafaj.